# Садок вишневий коло хати

Ілюстрація народного художника СРСР Василя Касіяна до вірша «Садок вишневий коло хати»

«Садо́к вишне́вий ко́ло ха́ти…» — вірш видатного українського поета Тараса Григоровича Шевченка із циклу «В казематі» написаний 1847 року. Вважається перлиною української та світової ліричної поезії. 

## Створення та видання
Тарас Григорович написав вірш упродовж 19 – 30 травня 1847 року, коли перебував у казематі III відділу Імператорської канцелярії в Санкт-Петербурзі. «Садок вишневий коло хати…» вперше надрукували 1859 року в журналі «Русская беседа» під назвою «Вечір», а в журналі «Народное чтение» його було надруковано в російському перекладі Л. Мея.
Збереглося п'ять автографів твору: три — серед автографів усього циклу (на окремому аркуші паперу, у «Малій книжці» і в «Більшій книжці») і два окремі — один під назвою «Весенній вечір», без дати, і другий — під назвою «Майський вечір», датований 28 листопада 1858.

## Оцінки
За словами дослідниці Шевченкової біографії та творчості Н. П. Чамати:
|  | Зміст і тональність вірша — світлий, життєствердний опис весняного вечора в українському селі, мрія про красу людських стосунків, про родинне щастя в гармонії з розкішною природою... Навіяна спогадами, імовірно часів власного дитинства, ідилія має явний підтекст, відтворюючи образ райського саду, Едему, що ним в уявленні Шевченка одвічна глибинна сутність України. |

Також, за словами Ніни Чамати, Шевченко поставив вірш у збірці «В казематі» на «центральну за значенням позицію».

## Аналіз
| | ...Мірне чергування звукових і зорових образів у першій строфі... На трьох строфах - ... гармонійна світобудова. "Садок вишневий..." - своєрідна квінтесенція Шевченкового світовідчування, світобачення, що поставало на трьох засадах: біблійній, античній, народній. |
| — Содомора А., Шевченків садок і Франкове поле. Спроба прочитання. — Львів: Апріорі, 2014. — 104 с. | |

## Музика
У 1868 цей вірш поклав на музику Микола Лисенко
У 1875 Петро Чайковський склав музичний твір «Вечір» на переклад вірша Шевченка російською Л. Меєм.
На початку ХХ ст. Богдан Вахнянин написав хоровий твір на цей вірш.
У середині XX ст. цей вірш поклав на музику  А. Кос-Анатолський. 
У 1964 році білоруський композитор Анатолій Богатирьов написав романс для голосу з фортепіано.
У 1998 році з'явився «Садок вишневий коло хати» у виконанні музичного гурту «Мертвий півень» (альбом «Шабадаба»).

## Вплив на мистецтво

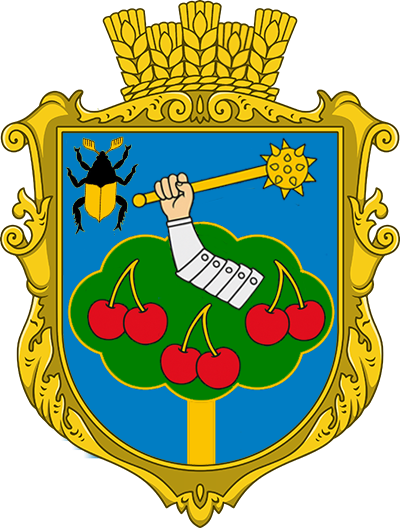
Герб села Вишеньки, який ілюструє другий рядок вірша

Образ садка вишневого увійшов до української літератури як образ ідилічного українського села. До цього образу в своїх п'єсах звертався драматург Микола Куліш.
Рідко який хор не має у своєму репертуарі «Садка вишневого…»: «Галицькі передзвони», «Хорея Козацька», хоровий клас факультету культури і мистецтв ЛНУ ім. Івана Франка, Академічний камерний хор «Вінниця» та ін.
Анімаційна візуалізація також надихається твором: на твір «Мертвого півня», на твір вокального квартету «Алілуя».
Алюзію на вірш містить поезія Олеся Барлога «Каліфорнія».

## Переклади
- литовською — Владас Бразюнас;
- російською — Лев Мей, Микола Ушаков, Ігор Костецький, С. Вайнблат, Арсеній Тарковський, В. Тимчук.
- угорською — Ласло Балла